# Гесснер, Адольф (органист)
Адольф Гесснер (нем. Adolf Gessner; 26 ноября 1864, Бинген-ам-Райн — 20 июня 1919, Оппенау) — немецкий органист, профессор.
Начал учиться музыке в своём родном городе у Георга Вайса, затем продолжил обучение в Католической школе церковной музыки в Регенсбурге у Франца Ксавера Хаберля и Игнаца Миттерера, после чего занимался также в Мюнхенской высшей школе музыки у Фридриха Ригеля.
С 1886 г. преподавал в Страсбургской консерватории, с 1905 г. профессор; среди его учеников Рене Луи Беккер. С 1899 г. титулярный органист новопостроенной католической гарнизонной церкви Святого Маврикия. Тяготел к цецилианскому движению и выступал с консервативных позиций в развернувшейся в Страсбурге дискуссии об органостроительстве.